# Can Sust
Can Sust és una casa del Masnou (Maresme) inclosa a l'Inventari del Patrimoni Arquitectònic de Catalunya.

## Descripció
Casa entre mitgeres de planta rectangular alineada al pla de carrer que consta de planta baixa i dues plantes pis, acabada amb coberta plana practicable a mode de terrat català.
La façana es genera a partir d'una composició simètrica que es defineix a la planta baixa d'una porta d'accés i una finestra reixada lateral, d'arc rebaixat; a la planta pis i centrada un balcó amb barana de fusta i obertura d'arc rebaixat; a la segona planta s'obren tres finestres més petites, també d'arc rebaixat. Les finestres tenen persianes de llibret de fusta.
L'acabat del parament és un estucat pintat i destaca un esgrafiat damunt la finestra del balcó amb la data 1922 i la franja a la part inferior de la cornisa. El coronament és una balustrada que actua d'ampit del terrat amb pilars laterals amb gerres de pedra ornamentals.